# ويلسون هارت كلارك
ويلسون هارت كلارك (بالإنجليزية: Wilson Hart Clark)‏ هو سياسي أمريكي، ولد في 1820، وتوفي في 13 مايو 1887. انتخب عضو مجلس ولاية كونيتيكت.